# 루돌프 누레예프

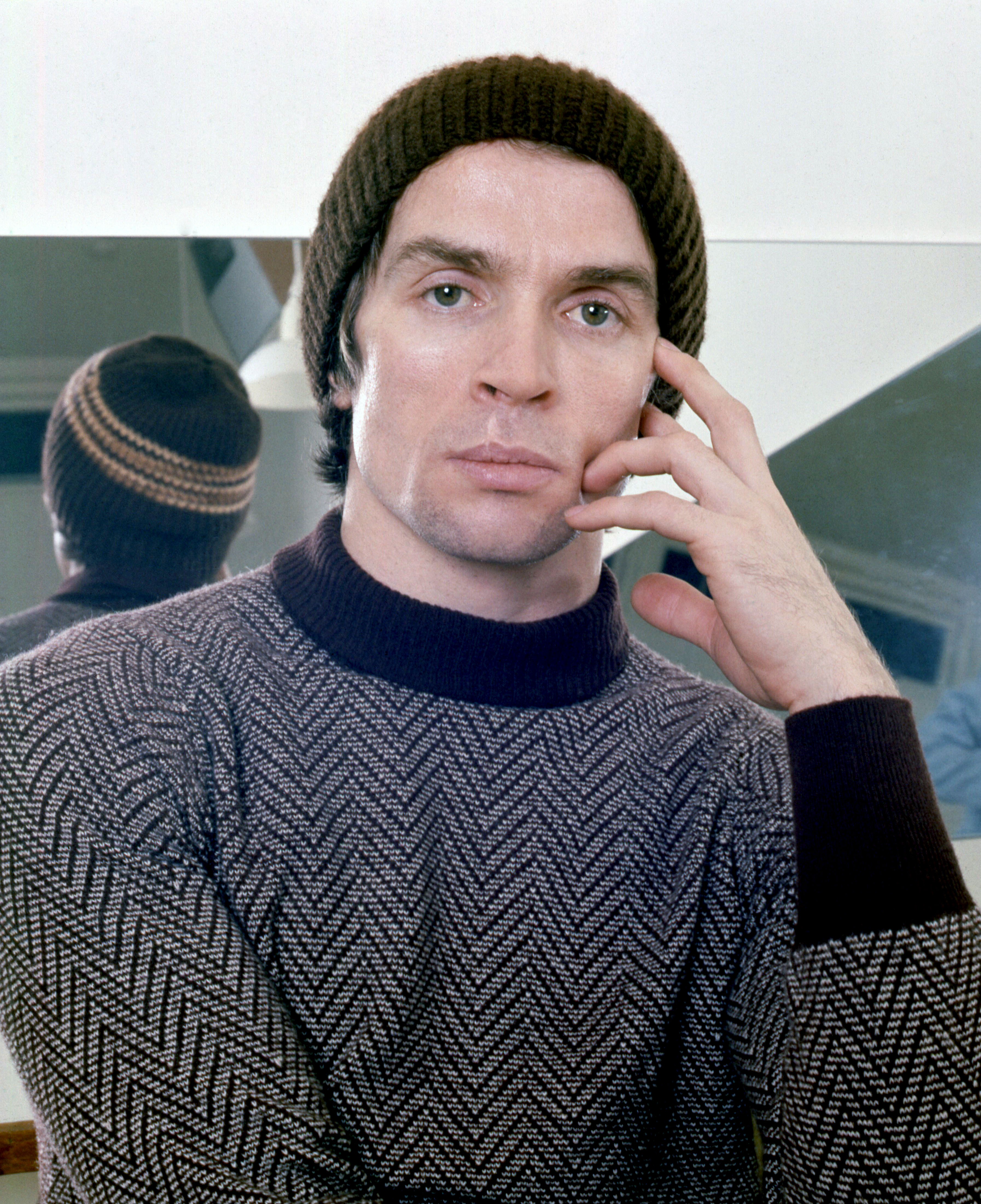

루돌프 누레예프(Рудо́льф Хаме́тович Нуре́ев, 1938년 3월 17일 ~ 1993년 1월 6일)는 소련 태생의 발레 무용가이자 안무가이다. 누레예프는 일부 사람들에게서 그의 세대에서 가장 위대한 남성 발레 무용가들로 인식된다.

## 레퍼토리
- 백조의 호수
- 호두까기 인형
- 잠자는 숲속의 미녀 (발레)
- 라 바야데르
- 라이몬다
- 지젤
- 돈 키호테 (발레)
- 해적 (발레)
- 라 실피드
- 페트루시카 (발레)
- 세헤라자데 (림스키코르사코프)
- 신데렐라 (발레)
- 코펠리아
- 봄의 제전
- 오르페우스 (발레)
- 무언가